# Вика Пота
Вика Пота (лат. Vica Pota) (могущественная победительница) — в древнеримской мифологии богиня, святилище которой находилось у подножия холма Велия, на месте домуса Публия Валерия Публиколы. Исходя из этого указания, можно говорить о том, что святилище располагалось на той же стороне холма, что и Форум и, скорее всего, неподалеку от Регии. Цицерон объясняет имя богини как производное от vincendi atque potiundi, «побеждающая и властвующая».
В сатирическом произведении «Отыквление божественного Клавдия» (Apocolocyntosis (divi) Claudii) Вика Пота является матерью Деспитера. Хотя его и отождествляют с Юпитером, Деспитер выступает в этом произведении как отдельное божество, и, по мнению Артура Бернарда Кука, его, вероятно, следует рассматривать как хтонического бога Диспатера.
Чествование Вика Пота происходило 5 января.
Асконий отождествляет Вика Пота с Викторией, но, скорее всего, она представляет собой раннюю ипостась римской или италийской богини победы, которая предшествовала Виктории и оказала влияние на греческую Нику. Таким образом, Вика Пота была более древним эквивалентом Виктории, но не являлась олицетворением победы как таковой. Людвиг Преллер высказывал предположение, что Вика Пота может быть отождествлена с персонажем этрусской мифологии Лазой Вегойей (Lasa Vecu), но эта гипотеза не получила широкого распространения.